# Extreme Rules (2019)
L'édition 2019 de Extreme Rules est une manifestation de catch produite par la World Wrestling Entertainment (WWE), une fédération de catch américaine, qui est télédiffusée, visible en Pay-per-view, sur le WWE Network. L'événement s'est déroulé le 14 juillet 2019 à Philadelphie, dans l'état de la Pennsylvanie.
Il s'agit de la onzième édition de WWE Extreme Rules
Christophe Agius, l'un des commentateurs français des shows, annonce le mercredi 10 juillet 2019 que la WWE arrête la diffusion des Pay-Per-View en France sur AB1 et ABXplore avec effet immédiat. L'édition 2019 d'Extreme Rules marque le début de ce changement.

## Contexte
Les spectacles de la World Wrestling Entertainment (WWE) sont constitués de matchs aux résultats prédéterminés par les scénaristes de la WWE. Ces rencontres sont justifiées par des storylines – une rivalité avec un catcheur, la plupart du temps – ou par des qualifications survenues dans les shows de la WWE tels que Raw, SmackDown, 205 Live et NXT. Tous les catcheurs possèdent un gimmick, c'est-à-dire qu'ils incarnent un personnage gentil (face) ou méchant (heel), qui évolue au fil des rencontres. Un événement comme WrestleMania est considéré comme une étape majeure pour les différentes storylines en cours,.
Lors de WWE Stomping Grounds du 23 juin, Lacey Evans est l’arbitre spéciale du match opposant Seth Rollins et Baron Corbin. Vers la fin du match, comprenant que Lacey Evans cherche à faire perdre Rollins, Becky Lynch arrive pour frapper Evans. Ce qui débouche vers une guerre des couples.

## Tableau des matchs
| Ordre par numéros | Résultat | Stipulation(s) | Temps |
| --- | --- | --- | ----- |
| 1P | Shinsuke Nakamura bat Finn Bálor (c)                                                                             | Match simple pour le WWE Intercontinental Championship | 7:40  |
| 2P | Drew Gulak (c) bat Tony Nese                                                                                     | Match simple pour le WWE Cruiserweight Championship | 7:25  |
| 3 | The Undertaker et Roman Reigns battent Drew McIntyre et Shane McMahon (avec Elias)                               | Tag Team No Holds Barred match | 17:00 |
| 4 | The Revival (Dash Wilder et Scott Dawson) (c) battent The Usos (Jimmy et Jey Uso)                                | Tag Team match pour le WWE Raw Tag Team Championship | 12:35 |
| 5 | Aleister Black bat Cesaro                                                                                        | Match simple | 9:45  |
| 6 | Bayley (c) bat Alexa Bliss et Nikki Cross                                                                        | Two-On-One Handicap match pour le WWE SmackDown Women's Championship | 10:30 |
| 7 | Braun Strowman bat Bobby Lashley                                                                                 | Last Man Standing match | 17:30 |
| 8 | The New Day (Big E et Xavier Woods) battent Rowan et Daniel Bryan (c) et Heavy Machinery (Tucker Knight et Otis) | Triple Threat Tag Team Match pour les WWE SmackDown Tag Team Championship | 14:00 |
| 9 | AJ Styles (avec Luke Gallows et Karl Anderson) bat Ricochet (c)                                                  | Match simple pour le WWE United States Championship | 16:30 |
| 10 | Kevin Owens bat Dolph Ziggler                                                                                    | Match simple | 0:17  |
| 11 | Kofi Kingston (c) bat Samoa Joe                                                                                  | Match simple pour le WWE Championship | 9:45  |
| 12 | Seth Rollins (c) et Becky Lynch (c) battent Baron Corbin et Lacey Evans                                          | Winner Take All Mixed Tag Team Extreme Rules match pour les WWE Universal Championship et WWE Raw Women's Championship Si Corbin et Evans perdent, ils n’auront plus de matchs de titre. | 19:55 |
| 13 | Brock Lesnar (avec Paul Heyman) bat Seth Rollins (c)                                                             | Match simple pour le WWE Universal Championship Cash in du Money in the Bank contract | 0:13  |
| La lettre C placée entre parenthèses désigne la personne ou l’équipe championne en titre. P – indique que le match a eu lieu lors du pré-show | | |       |